# Stremel (Naturschutzgebiet)
Koordinaten: 52° 48′ 46″ N, 12° 9′ 3″ O
Der Stremel ist ein Naturschutzgebiet in der Stadt Havelberg im Landkreis Stendal in Sachsen-Anhalt.
Das Naturschutzgebiet mit dem Kennzeichen NSG 0004 ist rund 362 Hektar groß. Es ist vollständig Bestandteil des FFH-Gebietes „Untere Havel und Schollener See“ und des EU-Vogelschutzgebietes „Untere Havel/Sachsen-Anhalt und Schollener See“. Das Naturschutzgebiet ist vom Landschaftsschutzgebiet „Untere Havel“ umgeben. Das Gebiet steht seit 1967 unter Schutz (Datum der Verordnung: 11. September 1967). Zuständige untere Naturschutzbehörde ist der Landkreis Stendal.
Das Naturschutzgebiet liegt südöstlich von Havelberg im Biosphärenreservat Mittelelbe. Es stellt ein nördlich der Havel liegendes, zusammenhängendes Feuchtgebiet unter Schutz. Das naturnahe Feuchtgebiet in der Unteren Havelniederung im Bereich der Elbtalniederung wird von einem Nebenarm der Havel, dem namensgebenden Stremel, der Alten Havel, der Neuen Jäglitz und zahlreichen Altarmen und sonstigen Wasserflächen durchzogen. Es wird großflächig von Röhrichten (Schilf- und Wasserschwadenröhricht) und Seggenrieden u. a. mit Gelblicher Schwertlilie, Breitblättrigem Merk, Blasensegge, Röhrige Pferdesaat, Sumpfwolfsmilch und Langblättrigem Blauweiderich eingenommen. Die Wasserflächen werden von Tausendblatt-Teichrosengesellschaften u. a. mit Weißer Seerose und Gelber Teichrose sowie stellenweise auch Haarblättrigem Laichkraut besiedelt.
Teile des Naturschutzgebietes werden von Grünland mit Flutmulden eingenommen. Hier sind Fuchsschwanzwiesen und Silgen-Rasenschmielenwiese u. a. mit Sumpfbrenndolde, Gewöhnlicher Wiesensilge, Nordischem Labkraut, Großem Wiesenknopf, Kantigem Lauch und Gottesgnadenkraut, im Bereich der Flutmulden auch Flutrasen u. a. mit Knickfuchsschwanz, Weißem Straußgras, Gänsefingerkraut, Wilder Sumpfkresse und Fuchssegge zu finden.
An Gewässerrändern stocken Gebüsche mit Mandelweiden und Korbweiden. Kleinflächig sind auch Silberweidengehölze mit Sumpfgreiskraut, Sumpfreitgras. Kleinblütigem Schaumkraut und Steifer Winterkresse zu finden. In Senken und trockenfallenden Gräben kommen Grauweidengebüsche vor. Auf trockenen Standorten auf zwei Spülfeldern am Havelufer stocken Hybridpappel und Waldkiefer.
Das Naturschutzgebiet ist Lebensraum für zahlreiche Vogelarten. So kommen im Bereich der Röhrichtzonen und Gewässer Rohrweihe, Graugans, Krickente, Knäkente, Löffelente, Rothalstaucher, Wasserralle und Tüpfelsumpfhuhn, Rohrdommel, Trauerseeschwalbe, Rohrschwirl und Drosselrohrsänger vor. Die Feuchtwiesen sind Lebensraum von Kiebitz, Bekassine und Rotschenkel. Ferner ist das Naturschutzgebiet Rastgebiet für Kranich, verschiedene Tauch- und Schwimmenten sowie Waldsaat- und Blässgans. Das Naturschutzgebiet ist auch Lebensraum von Elbebiber und Fischotter.